# Acidúria 2-hidroxiglutàrica
L'acidúria 2-hidroxiglutàrica és un trastorn neurometabòlic rar caracteritzat pels nivells significativament elevats d'àcid hidroxiglutàric en l'orina. És autosòmic recessiu o autosòmic dominant.
La incidència es dona a menys d'1 cas per 1.000.000 de persones. A la literatura mèdica s'han registrat aproximadament 300 casos des del descobriment del trastorn.

## Símptomes
Els símptomes d'aquesta condició són consistents amb els següents:
- discapacitat intel·lectual,
- hipotònia muscular,
- encefalitis,
- atacs epilèptics, i
- afàsia.

## Diagnòstic
A causa del lent curs de la malaltia, es pot produir un diagnòstic tardà.

## Classificació

La majoria de formes d'acidúria 2-hidroxiglutàrica tenen un patró d'herència autosòmica recesiva

L'acidúria 2-hidroxiglutàrica és una acidúria orgànica, i a causa de la propietat estereoisomèrica del 2-hidroxiglutarat es distingeixen diferents variants d'aquest trastorn:

### Acidúria L-2-hidroxiglutàrica (L2-HGA)
La forma L-2 és més freqüent, severa i afecta principalment el sistema nerviós central. Els ganglis basals es veuen afectats, i són habituals les cavitacions quístiques en la substància blanca del cervell, a partir de la infància. Aquesta forma és crònica, amb símptomes primerencs com hipotònia, tremolors i epilèpsia que deriven en leucoencefalopatia espongiforme, coreorestònia muscular, discapacitat intel·lectual i regressió psicomotriu.
S'associa amb el gen L2HGDH (cromosoma 14 q22.1), que codifica l'emzim L-2-hidroxiglutarat deshidrogenasa. El L-2-hidroxiglutarat es produeix per una acció promiscua del malat deshidrogenasa sobre el 2-oxoglutarat, i el L-2-hidroxiglutarat deshidrogenasa és un exemple d'un enzim reparador de metabòlits que oxida el L-2-hidroxiglutarat fins a 2-oxoglutarat.

### Acidúria D-2-hidroxiglutàrica (D2-HGA)
La forma D2 és rara, amb símptomes que inclouen macrocefàlia, cardiomiopatia, discapacitat intel·lectual, hipotònia i ceguesa cortical. És causada per mutacions recessives en el gen D2HGDH (cromosoma 2 q37.3) (acidúria D-2-hidroxiglutàrica del tipus I) o per mutacions dominants de guany de funció en el gen IDH2 (cromosoma 15 q26.1) (acidúria D-2-hidroxiglutàrica del tipus II).

### Combinació de l'acidúria L-2-hidroxiglutàrica amb l'acidúria D-2-hidroxiglutàrica
La forma combinada es caracteritza per encefalopatia epilèptica d'inici precoç sever i absència de progressos en el desenvolupament. És causada per mutacions recessives en el gen SLC25A1 (cromosoma 22 q11.21) que codifiquen el transportador mitocondrial d'àcid cítric.

## Tractament
Fins ara no es coneix cap tractament específic. El tractament de l'acidúria 2-hidroxiglutàrica es basa en el control de convulsions. La prognosi depèn de la gravetat de la malaltia.